# Yeardley Smith
Vous lisez un « bon article » labellisé en 2023.
Pour les articles homonymes, voir Smith.
Yeardley Smith, née le 3 juillet 1964 à Paris, en France, est une actrice et autrice américaine. 
Elle est principalement connue pour prêter sa voix au personnage de Lisa Simpson dans la série d'animation Les Simpson. Elle reçoit pour ce travail le Primetime Emmy Award du meilleur doublage en 1992.
Yeardley Smith commence sa carrière d'actrice en 1982 après être diplômée d'une école d'arts dramatiques. Elle déménage à New York en 1984 où elle apparaît à Broadway dans la production de Tom Stoppard, The Real Thing. Elle joue pour la première fois au cinéma dans Tutti Frutti en 1985. La même année elle obtient des rôles dans La Légende de Billie Jean et Maximum Overdrive. Elle déménage à Los Angeles en 1986 et tient un rôle récurrent dans la série télévisée Brothers.
En 1987, elle auditionne pour les courts métrages des Simpson destinés au Tracey Ullman Show. Au départ elle souhaite incarner le personnage de Bart Simpson, mais le directeur de casting pense que sa voix est trop aigüe et la redirige sur le rôle de la sœur de Bart, Lisa. En 1989, les courts métrages sont dérivés en une série d'épisodes de trente minutes : Les Simpson.
En plus de son rôle dans Les Simpson, Yeardley Smith incarne Louise dans la sitcom Herman's Head, et fait des apparitions régulières en tant que Marlene dans Dharma et Greg et en tant que Penny dans Dead Like Me. Elle apparaît aussi dans quelques longs métrages comme Coup de foudre à Hollywood, Toys, La Vie, l'Amour, les Vaches et Pour le pire et pour le meilleur. En 2004, Yeardley Smith se produit dans un one-woman-show du Off-Broadway de New York, intitulé More au Union Square Theatre. Outre Les Simpson, elle ne pratique que rarement le doublage, n'ayant prêté sa voix que pour quelques publicités et pour le film Les Quatre Dinosaures et le Cirque magique. Elle est également la productrice exécutive de la comédie romantique indépendante dans laquelle elle joue, Waiting for Ophelia, dont la première mondiale a lieu au festival du film de Phoenix en avril 2009.

## Biographie

### Jeunesse
Yeardley Smith naît le 3 juillet 1964 à Paris en France. Son père, Joseph Smith, travaille pour la filiale parisienne de United Press International avant de déménager pour Washington, D.C. en 1966 pour devenir le premier éditeur officiel de nécrologies pour le Washington Post,. Sa mère, Martha Mayor, est restauratrice et conservatrice d'art pour les galeries Freer et Sackler à la Smithsonian Institution. Par la suite ses parents divorcent. Son grand-père maternel est l'historien d'art A. Hyatt Mayor et parmi ses arrière-grands-parents se trouvent le zoologue et biologiste marin Alpheus Hyatt et l'artiste et sculptrice Harriet Randolph Hyatt Mayor,. Elle est également, par son père, la nièce du politologue, historien et spécialiste de l'Amérique latine, Peter H. Smith. Yeardley Smith considère sa famille comme « le gratin de la bourgeoisie réservée ». Enfant, elle était souvent tournée en dérision à cause de sa voix atypique. L'actrice déclare : « Ma voix est à peu près la même depuis mes six ans. Peut-être est-elle un peu plus profonde maintenant ». Elle fait ses débuts dans l’art dramatique dans une pièce de théâtre pour élèves de sixième.

### Carrière

#### Débuts
Yeardley Smith devient une actrice professionnelle en 1982 après être sortie diplômée de l’école d'arts dramatiques. Après de nombreuses apparitions dans des pièces de son école, elle rejoint en apprentissage la troupe Arena Stage, jouant notamment dans leur production de Peter Pan. Elle joue par la suite dans plusieurs autres pièces à Washington. Elle déménage à New York en 1984 et joue dans la production de Tom Stoppard pour Broadway, The Real Thing, aux côtés de Jeremy Irons et Glenn Close,.
Elle joue pour la première fois dans un long métrage au cinéma en 1985 dans Tutti Frutti. Elle joue ensuite dans La Légende de Billie Jean, également sorti en 1985. Ce dernier est un échec au box-office et auprès des critiques, même si Yeardley Smith « pensait que ce serait le film qui lancerait [sa] carrière ». Elle ajoute : « Puis il est sorti au box-office environ dix jours avant [la] mort » de celle-ci. À la fin du tournage, elle réintègre la distribution de The Real Thing avant d'être au chômage pendant six mois. Elle craint alors que sa carrière ne soit terminée. Cependant, l'année suivante, elle interprète Connie dans Maximum Overdrive de Stephen King, notant qu'il s'agit « vraiment d'un film épouvantable, mais [elle y a] joué un grand rôle ». 
En 1986, Yeardley Smith déménage pour Los Angeles avec la demi-promesse d'un rôle dans un téléfilm. Après les auditions, le rôle est finalement confié à une autre actrice. Elle réalise alors que « les gens ne pensent pas ce qu'ils disent. Ce n'est pas malveillant. Ils ne réalisent simplement pas l'impact qu'ils ont sur un acteur impressionnable, et tous les acteurs sont impressionnables ». À partir de ce moment-là, elle décide de « juste en quelque sorte construire un mur autour » d'elle, pour faire face à la déception de ne pas obtenir un rôle.  À Los Angeles, Yeardley Smith apparaît dans des productions théâtrales de Living on Salvation Street pour lesquelles elle est payée 14 dollars par représentations. Parmi ces productions figurent Boys and Girls/Men and Women et How the Other Half Loves. Elle tient également le rôle récurrent de Louella Walters dans la série de Showtime, Brothers. Elle apparaît ensuite dans le long métrage Ginger Ale Afternoon dans un rôle de gitane. Plus tard, dans son spectacle solo, elle évoque ses regrets d'avoir joué dans ce dernier film.

#### Les Simpson
« Quel heureux coup de chance ! Quand elle est auditionnée en 1987, j'ai simplement bien aimé le son de sa voix. C'est aussi une grande actrice. En général, les gens qui gagnent leur vie en faisant des voix dans des dessins animés, ne sont pas toujours ceux que nous privilégions. La plupart des dessins animés requièrent des voix énergiques et caricaturales. Yeardley est capable de jouer des moments avec une grande émotion puis de faire tout son possible pour l'essorer au maximum. »

— Matt Groening à propos du style vocal de Yeardley Smith.
Le plus long rôle de Yeardley Smith est celui de Lisa Simpson dans la série Les Simpson. Elle lui donne sa voix depuis 1987, débutant avec les courts métrages du Tracey Ullman Show. Au départ, Yeardley Smith se présente à l'audition pour le rôle du frère de Lisa, Bart, mais la directrice de casting Bonita Pietila, pense que sa voix est trop haute. L'actrice se souvient : « J'ai toujours trop ressemblé à une fille, j'ai lu deux répliques de Bart et ils m'ont dit "Merci d'être venue !" »,. Elle se voit finalement attribuer le rôle de Lisa à la place. Elle dément les rumeurs selon lesquelles elle aurait à ce moment-là pratiquement refusé le rôle, mais reconnaît n'avoir jamais prévu de faire carrière dans le monde du doublage. Bonita Pietila déclarera que l'ayant vue dans Living on Salvation Street, Yeardley Smith a toujours été son premier choix,. Pour interpréter Lisa, Yeardley Smith élève légèrement sa voix. Lisa est le seul personnage régulièrement interprété par Yeardley Smith, même si dans quelques uns des plus anciens épisodes elle prononce les balbutiements et les rares paroles de Maggie. Les autres personnages à qui Yeardley Smith a donné voix sont rares, certains étant même des dérivés de Lisa, comme Lisa Bella dans Tais-toi et danse ! ou Lisa Jr. dans Missionnaire impossible. L'actrice passe deux jours par semaine à enregistrer ses participations à la série.
Jusqu'en 1998, Yeardley Smith est payée 30 000 dollars par épisode. Lors d'un contentieux à propos des salaires en 1998, la Fox menace de remplacer les six acteurs principaux par de nouveaux acteurs, allant jusqu'à organiser des castings. Le désaccord est cependant rapidement résolu et elle reçoit 125 000 dollars par épisode jusqu'en 2004, alors qu'ils en demandaient 360 000. Cet autre problème est résolu un mois plus tard et Yeardley Smith et les autres acteurs gagnent alors 250 000 dollars par épisode,. Après les renégociations salariales de 2008, les acteurs principaux perçoivent 400 000 dollars par épisode. Trois ans plus tard, la Fox menaçant d'annuler la série à moins que les coûts de production ne soient réduits, Yeardley Smith et les autres membres de la distribution principale acceptent une réduction de salaire de 25 %, jusqu'à environ 300 000 dollars par épisode.

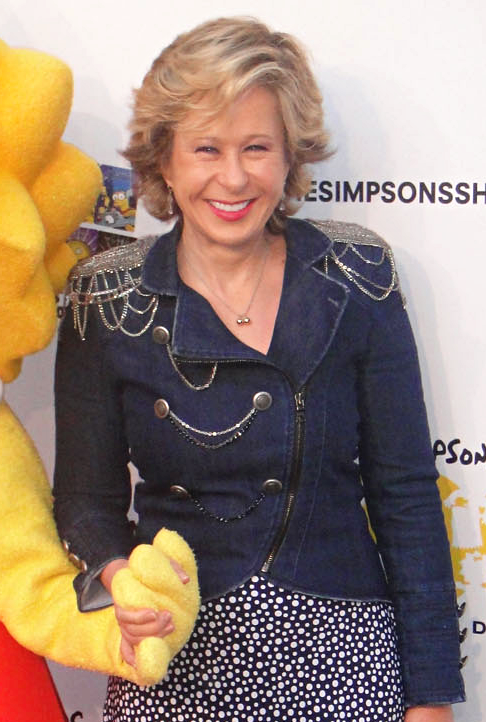
Yearldey Smith tenant la main de Lisa Simpson au marathon du épisode, en février 2012.

Malgré son rôle de renommée mondiale, Yeardley Smith est rarement reconnue en public, ce qui ne la dérange pas : « C'est merveilleux d'être au milieu de tout ce battage médiatique à propos de la série et que les gens l’apprécient tant, et en même temps d'être juste une mouche sur un mur. Les gens ne me reconnaissent jamais, sauf à ma voix ». Dans une interview de 2009 pour The Guardian, elle explique : « C'est le meilleur travail de tous les temps. Je n’ai que de la gratitude pour la quantité de liberté que Les Simpson m'ont procurée dans ma vie ».
En 1992, Yeardley Smith reçoit un Primetime Emmy Award, mais elle estime qu'il ne vaut rien, ajoutant : « Il y a une partie de moi qui pense que ce n'était même pas un vrai Emmy ». L'Emmy du meilleur doublage est un Creative Arts Award et n’est pas remis pendant la diffusion télévisée du soir, et, avant 2009, était un prix décerné par un jury sans nominations préalables. Cependant Yeardley Smith déclare : « Si je devais être associée à un personnage de fiction, je serais toujours ravie que ce soit Lisa Simpson ». Le créateur de la série, Matt Groening, trouve Yeardley Smith très similaire à Lisa Simpson, déclarant : « Yeardley a de fortes opinions morales sur son personnage. Il y a des répliques écrites pour Lisa auxquelles Yeardley dit : "Non, je ne dirais pas ça" ». Le scénariste Jay Kogen félicite sa performance sur la série, particulièrement dans l'épisode Mon prof, ce héros au sourire si doux, où il remarque qu'elle est capable de « passer de la comédie à quelque chose de vraiment fort, sérieux et dramatique ».

#### Autres activité
Entre 1991 et 1994, en plus des Simpson, Yeardley Smith incarne Louise, un des rôles principaux de la sitcom Herman's Head. Marlene dans Dharma et Greg et Penny dans deux épisodes de Dead Like Me, comptent parmi ses autres rôles notables à la télévision. Elle apparaît également dans Phil du futur et Teen Angel. Son rôle dans une unique scène en tant que Nancy une caissière enceinte dans La Vie, l'Amour, les Vaches en 1991, lui vaut « plus d'attention que tous [ses] rôles précédents combinés » et lui apprend « qu'il est de loin préférable d'avoir de petits rôles dans de grands films que tout le monde voit » que l'inverse. En 1997, elle interprète Lulu la gitane liseuse des lignes de la main dans le film indépendant Coup de foudre à Hollywood. Parmi ses autres rôles au cinéma se trouvent de rapides passages dans Toys de Barry Levinson et dans Pour le pire et pour le meilleur de James L. Brooks. Ce dernier, également producteur délégué des Simpson lui fait passer une audition pour son film de 1994, La Petite Star, pour le rôle d'un des numéros musicaux du film, mais sa participation est retirée du montage final. Outre Les Simpson, Yeardley Smith ne fait que quelques rares doublages, principalement des publicités et un passage dans le film Les Quatre Dinosaures et le Cirque magique. Elle « a eu un agent de doublage pendant environ deux ans, et [elle] avait l'habitude d'aller [aux castings] tout le temps, mais cela n'a jamais vraiment abouti. Tout le monde disait : "Oh Yeardley, tu vas tout cartonner", et ce n'était visiblement pas le cas ».
En 2004, Yeardley Smith joue son propre spectacle solo, More, au Off-Broadway de New York au Union Square Theatre. Mis en scène par Judith Ivey, le spectacle parle de ses sentiments mitigés face au succès des Simpson, de ses parents, de ses relations et de sa lutte contre la boulimie,,. La critique de théâtre Margo Jefferson du New York Times, le qualifie d'« attrayant quand il n’est pas trop long » ajoutant que « le récit de la carrière a besoin d'être raccourci. Cela impliquerait des modifications et des révisions, mais n’altérerait pas les meilleurs passages de More. Il est rafraîchissant d'entendre une célébrité parler ouvertement d'être motivée par la renommée et de ne pas obtenir le certificat, ou le genre de renommée dont elle rêvait. C'est amusant de voir une actrice talentueuse utiliser pleinement son art ». L'année suivant elle joue son spectacle pendant trois semaines à Los Angeles.
En 2009, Yeardley Smith tient le poste de productrice déléguée pour la comédie romantique indépendante dans laquelle elle joue, Waiting for Ophelia. Elle finance le film écrit par Adam Carl et basé sur une pièce de théâtre qu'il a également écrite en 2003. Elle déclare : « J'ai adoré. Je n’ai jamais eu l'occasion de jouer des rôles comme ça. Je joue toujours l'ami d'un ami, jamais le rôle principal. Et le scénario m'a surpris ». Carl Adam lui annonce qu'il est très peu probable qu'elle récupère son argent, mais Yeardley Smith décide qu'elle « croit en ce projet et [ses] attentes ont déjà été satisfaites en faisant le film », elle ajoute : « Vous pouvez soutenir l'art, même si ce n'est pas pour vous faire un million de dollars ». Son avant-première a lieu au festival du film de Phoenix le 4 avril 2009.
En 2011, elle incarne Mme Miller dans Le Chaperon aux côtés de Triple H et Ariel Winter.
En 2011 également, elle lance Marchez Vous, une marque de chaussures pour femmes.
En juin 2016, la Human Rights Campaign publie une vidéo en hommage aux victimes de la fusillade d'une discothèque d'Orlando, dans laquelle Yeardley Smith et d'autres personnes narrent les histoires des personnes qui y ont été assassinées,. Le 30 mars 2019 Yeardley Smith reçoit le National Leadership Award de la part de la Human Right Campaign à Los Angeles pour son travail en tant que défenseuse de la communauté LGBT.
En 2017, Yeardley Smith lance un podcast, Small Town Dicks, qui explore la criminalité réelle des petites villes des États-Unis. Elle coanime le podcast avec son amie de longue date l'actrice Zibby Allen, jusqu'en mars 2019, date à laquelle les deux intentent des poursuites l'une contre l'autre, Zibby Allen accusant Yeardley Smith de l'avoir expulsée des droits de propriété et de profit de l'émission.

### Vie privée et prises de position
En 1990, Yeardley Smith épouse Christopher Grove un britannico-canadien. Ils divorcent en 1992, invoquant des différences irrésolubles. Dans une interview de 1997 pour le The Daily Targum, Yeardley Smith déclare qu'elle est « timide », mais qu'elle a « une personnalité extravertie sur laquelle [elle] peut s'appuyer quand [elle] en besoin » et qu'elle est une actrice « privée ». Elle se marie avec Daniel Erickson en 2002. Le mariage dure six ans jusqu'au divorce prononcé le 21 mai 2008, pour les mêmes raisons que son précédent divorce.
En 2009, elle déclare : « Les gens disent que je suis sans prétention. C'est vrai, je suis la pire célébrité de tous les temps. Mais j'essaie de m'améliorer ». Lors de son adolescence l'actrice souffre de boulimie. Elle ajoute à ce propos : « Cela me faisait planer, j'étais pleine d'endorphines et de ce grand sentiment de victoire »,.
Yeardley Smith apprécie particulièrement l'écriture et la peinture. Pendant la première saison de Herman's Head, elle apprend à peindre en autodidacte en copiant d'autres artistes. Le livre Just Humor Me, intègre une histoire courte, The Race, écrite par Yeardley Smith. Elle écrit aussi un livre pour enfants, I, Lorelei, publié par HarperCollins en février 2009.
Yeardley Smith se revendique démocrate. En 2018, elle répond au républicain Ted Cruz, après qu'il a qualifié de manière désobligeante le Parti démocrate de « parti de Lisa Simpson »,. Elle recommande que les personnes aux opinions politiques différentes puissent travailler ensemble sur le contrôle des armes à feu, sur la promotion des droits LGBT et à l'écologisme.
Le 11 juin 2022, elle épouse un des coprésentateurs de son podcast, Small Town Dicks, Dan Grice. Elle l'avait rencontré alors qu'il était garde du corps lors d'un événement autour des Simpson.

## Filmographie
Sauf mention contraire, les informations proviennent de l'IMDb.

### Actrice

#### Cinéma
- 1985 : Tutti Frutti (Heaven Help Us) : Cathleen
- 1985 : La Légende de Billie Jean (The Legend of Billie Jean) : Putter
- 1986 : Maximum Overdrive : Connie
- 1987 : Trois Heures, l'heure du crime (Three O'Clock High) : une cheerleader
- 1989 : Ginger Ale Afternoon : Bonnie Cleator
- 1989 : Une chance pour tous (Listen to Me) : Cootz
- 1989 : Silence Like Glass (Zwei Frauen) : Karen
- 1991 : La Vie, l'Amour, les Vaches (City Slickers) : Nancy
- 1992 : Toys : Mme Drum
- 1993 : Les Quatre Dinosaures et le Cirque magique (We're Back! A Dinosaur's Story) : Cecilia Nuthatch
- 1996 : La Course au jouet (Jingle All the Way) : la femme qui frappe Howard avec son sac à main
- 1997 : Coup de foudre à Hollywood (Just Write) : Lulu
- 1997 : Pour le pire et pour le meilleur (As Good as It Gets) : Jackie Simpson
- 2000 : CyberWorld : Lisa Simpson
- 2004 : Back by Midnight : Veronica
- 2007 : Les Simpson, le film (The Simpsons Movie) : Lisa Simpson
- 2008 : The Miracle of Phil : Holly
- 2008 : The Simpsons Ride : Lisa Simpson
- 2009 : Waiting for Ophelia : Caitlin O'Malley
- 2010 : High School : la professeure d'informatique
- 2010 : Spork : Mme Danahy
- 2010 : Tug : la mère
- 2010 : Virginia : Mme Whitaker
- 2011 : Le Chaperon (The Chaperone) : Mme Miller
- 2011 : Happy New Year (New Year's Eve) : Maude
- 2011 : Sprinkles Shorts: Strawberry : la boulangère
- 2014 : Dissonance : Sarah
- 2016 : Miles : Mme Armstrong
- 2018 : All Square : Beaches
- 2019 : Love and Debt : Allison
- 2020 : Gossamer Folds : Phyllis
- 2021 : Le Bon, le Bart et le Loki (The Good, the Bart, and the Loki) : Lisa Simpson
- 2021 : Balenciaga : Lisa Simpson
- 2021 : Le Plusanniversary des Simpson (The Simpsons in Plusaversary) : Lisa Simpson
- 2022 : Quand Billie a rencontré Lisa (When Billie Met Lisa) : Lisa Simpson
- 2022 : Bienvenue au club : Lisa Simpson
- 2022 : Les Simpson rencontrent la famille Bocelli dans Feliz Navidad : Lisa Simpson
- 2023 : Who Are You People : Sarah

#### Télévision
- 1984 : ABC Afterschool Special : Jenny (1 épisode)
- 1984-1989 : Brothers : Louella (32 épisodes)
- 1985 : The Recovery Room : Jill
- 1986 : Histoires de l'autre monde (Tales from the Darkside) : Betty Ann Cooper (1 épisode)
- 1986 : Mama's Family : Bonita Rokeke (1 épisode)
- 1987 : Square One Television : Jane Rice-Burroughs (4 épisodes)
- 1987-1989 : Les Simpson (The Simpsons: Tracey Ullman Shorts) : Lisa Simpson (46 épisodes)
- 1988 : CBS Summer Playhouse : Paula Bennett (1 épisode)
- 1989 : Murphy Brown : Phoebe Cramer (1 épisode)
- 1989-2023 : Les Simpson : Lisa Simpson et autres personnages (746 épisodes)
- 1990 : Sydney : Tracy Cole (1 épisode)
- 1990 : 42e cérémonie des Primetime Emmy Awards : Lisa Simpson
- 1991 : Big Bird's Birthday or Let Me Eat Cake : Lisa Simpson
- 1991-1992 : 1, rue Sésame (Sesame Street) : Lisa Simpson
- 1991-1994 : Herman's Head : Louise Fitzer (72 épisodes)
- 1991-2004 : Les Razmoket (Rugrats) : l'ours brun en peluche
- 1992 : Likely Suspects (1 épisode)
- 1993 : Sesame Street Jam: A Musical Celebration : Lisa Simpson
- 1994 : La Maison en folie (Empty Nest) : Sally (1 épisode)
- 1997 : Une fée bien allumée (Toothless) : la portière
- 1997 : Le Petit Malin (Smart Guy) : Mme Rawlings (1 épisode)
- 1997 : Teen Angel : Mlle Gross (1 épisode)
- 1997-2002 : Dharma et Greg (Dharma & Greg) : Marlene (17 épisodes)
- 1998 : Sports Night : Malory Moss (1 épisode)
- 1999 : Minus, Elmira et Cortex (Pinky, Elmyra & the Brain) : Gert (1 épisode)
- 1999 : Nash Bridges : Stevie Strong
- 2001 : Last Dance
- 2003 : Becker : Ruby (1 épisode)
- 2004 : Dead Like Me : Penny (2 épisodes)
- 2005 : Phil du futur (Phil of the Future) : Mme Teslow (2 épisodes)
- 2005 : La Vie avant tout (Strong Medicine) : l’agente immobilière (1 épisode)
- 2009 : Mad Men : Mary l'infirmière
- 2009 : Un vœu pour être heureux (The Wishing Well) : Mary Williams
- 2010 : The Big Bang Theory : Sandy (1 épisode)
- 2010 : The Simpsons 20th Anniversary Special – In 3-D! On Ice! : Lisa Simpson
- 2012 : 8 : Dr Nancy Cott
- 2013 : Hot in Cleveland : Margaret (1 épisode)
- 2014 : Les Griffin (Family Guy)  : Lisa Simpson (1 épisode)
- 2014 : Revenge : Phyllis (1 épisode)
- 2014-2015 : The Mindy Project : Carolyn (2 épisodes)
- 2016 : Bienvenue chez les Huang (Fresh Off the Boat) : Marie (1 épisode)
- 2017 : Mom : Enid (1 épisode)
- 2018 : Kukuli : Tinky (1 épisode)

#### Jeu vidéo
- 1991 : The Simpsons: Arcade Game : Lisa Simpson
- 1996 : The Simpsons Cartoon Studio : Lisa Simpson
- 1997 : Virtual Springfield : Lisa Simpson
- 1999 : Simpsons Bowling : Lisa Simpson
- 2001 : The Simpsons Wrestling : Lisa Simpson
- 2001 : The Simpsons: Road Rage : Lisa Simpson
- 2002 : The Simpsons Skateboarding : Lisa Simpson
- 2003 : The Simpsons: Hit and Run : Lisa Simpson
- 2007 : Les Simpson, le jeu (The Simpsons Game) : Lisa Simpson
- 2012 : Les Simpson : Springfield (The Simpsons: Tapped Out) : Lisa Simpson

### Productrice
- 2009 : Waiting for Ophelia
- 2010 : Virginia
- 2018 : All Square
- 2020 : Alone
- 2020 : Gossamer Folds
- 2023 : Who Are You People

## Distinctions

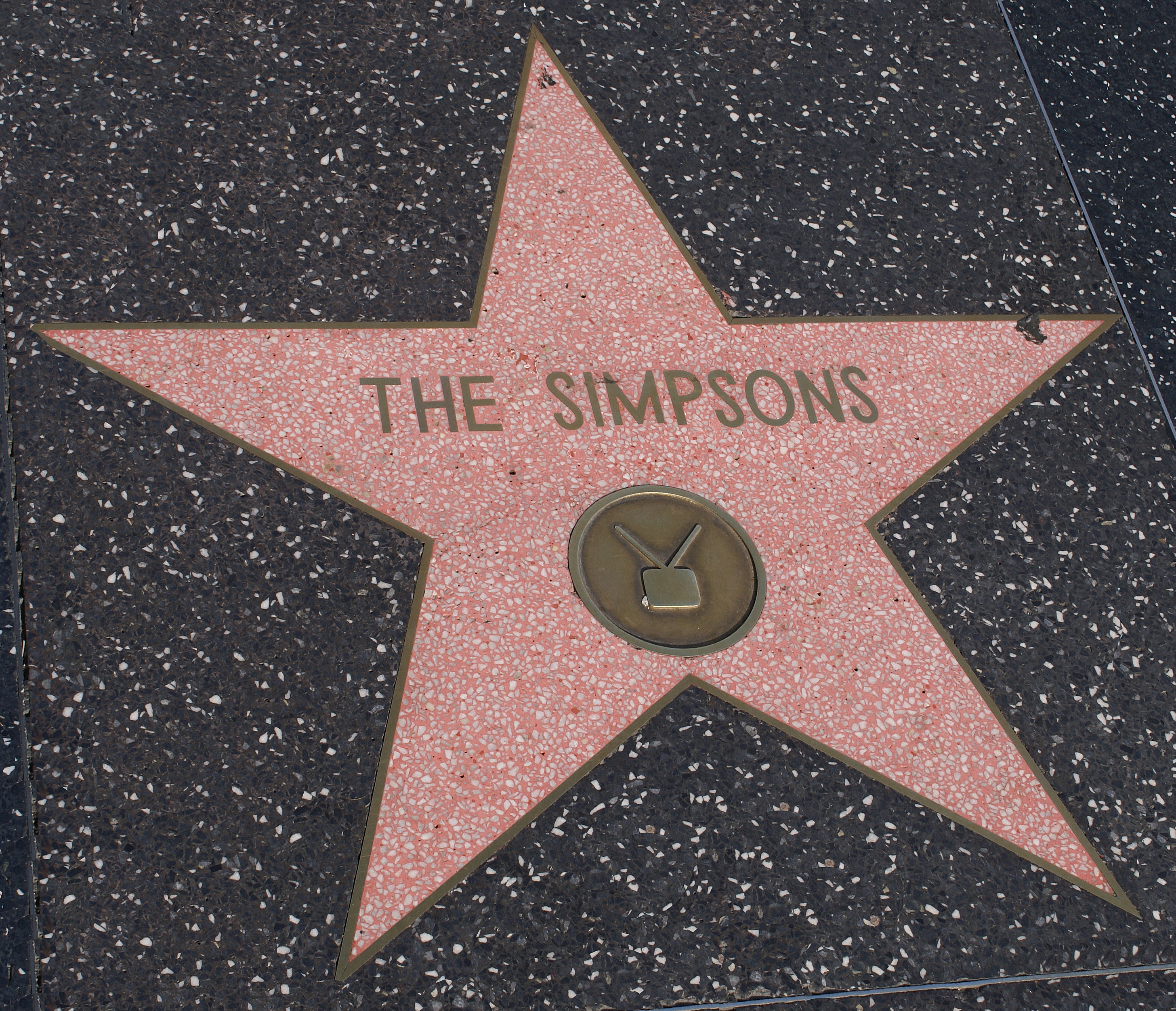
En 2000, Lisa et le reste de la famille Simpson ont reçu une étoile sur le Walk of Fame, à Hollywood.

Yeardley Smith ne compte qu'une nomination aux Primetime Emmy Awards, deux aux Behind the Voice Actors Awards et deux au OFTA Awards. En 1992, elle est nommée pour le Primetime Emmy Award du meilleur doublage pour le rôle de Lisa Simpson dans l'épisode L'Enfer du jeu. Elle remporte le prix ex-æquo avec ses collègues des Simpson, Dan Castellaneta, Julie Kavner, Jackie Mason, Nancy Cartwright et Marcia Wallace. En 1998, elle est nommée aux Online Film & Television Association Awards dans la catégorie du meilleur doublage pour le rôle de Lisa Simpson, mais le prix est remporté par Hank Azaria pour ses rôles dans Les Simpson. Elle est à nouveau nommée dans cette catégorie en 2003, mais le prix lui échappe encore au profit d'Hank Azaria.
En 2014 et en 2015, elle reçoit une nomination partagée avec Dan Castellaneta, Julie Kavner, Nancy Cartwright, Hank Azaria, Harry Shearer, Tress MacNeille, Pamela Hayden, Maggie Roswell, Russi Taylor et Marcia Wallace dans la catégorie du meilleur ensemble vocal dans une série télévisée comique aux Behind the Voice Actors Awards pour Les Simpson, mais les prix sont remportés respectivement par la distribution d'Adventure Time et par celle de Steven Universe,.